# 世界宗教博物館
世界宗教博物館，英文縮寫MWR，簡稱宗博館，或是世宗館，位於台灣新北市永和區，為全世界首座以世界宗教為展示主題的博物館。

## 歷史沿革
世界宗教博物館為靈鷲山無生道場的創始人心道法師所創辦，內部陳設由美國知名設計公司拉爾夫·阿佩尔鲍姆協會設計規劃展示，以及勞倫斯‧蘇利文（Laurence Sullivan）博士領導哈佛大學宗教研究中心研究發展宗教展示內容。藉由博物館的典藏、展覽、活動、研究、出版等功能，呈現出宗教的力量、獨特之處，並增進觀眾對世界宗教共同的認識。該館於2001年11月在新北市永和區中山路開館。2004年1月籌建完成以學童及親子們為服務對象的兒童生命教育館。2017年，宗博館成為台灣「博物館法」立法後，第一座登記立案的私立博物館。2021年聚焦「回歸靈性 生態永續」，啟動華嚴世界靈性生態館

### 籌備期
- 1991年10月，成立靈鷲山世界宗教博物館資訊籌備中心。
- 1992年9月，世界宗教博物館整體規劃架構及流程擬訂完成，並擬訂世界宗教博物館各項基本項目。
- 1995年12月17日，世界宗教博物館動土大典。
- 2001年11月9日，世界宗教博物館開館。

## 展覽內容

### 七樓展示區
七樓展區包括「淨心水幕」、「朝聖步道」、「金色大廳」、「宇宙創世廳」、「世界宗教展示大廳」。

#### 世界宗教展示大廳
世界宗教展示大廳分成兩部分：「世界宗教文物展示區」以及「世界宗教建築模型展示區」。文物展示區依年代較古老及信仰人口數較多的原則，挑選了世界十大宗教為展示主題，展出十種世界主要宗教之文物：包括基督宗教、猶太教、伊斯蘭教、佛教、道教、印度教、錫克教、神道教、古埃及宗教(古代宗教)、馬雅宗教(原住民信仰)，另外還有台灣民間信仰。

#### 虛擬聖境：世界宗教建築模型展示區
展出十座世界著名宗教建築之模型：
- 中華人民共和國山西省忻州市五台縣—佛光寺大殿（漢傳佛教）
- 印尼中爪哇省馬吉冷縣（英语：Magelang Regency）婆羅浮屠—婆羅浮屠（大乘佛教）
- 法國中央-羅亞爾河谷大區厄爾-盧瓦省沙特爾區—沙特爾大教堂（天主教）
- 俄羅斯莫斯科州謝爾吉耶夫鎮區謝爾吉耶夫鎮—聖母升天大教堂（東正教）
- 臺灣臺中市西屯區—路思義教堂（新教）
- 以色列耶路撒冷區東耶路撒冷耶路撒冷—聖石廟（伊斯蘭教）
- 捷克波希米亞布拉格約瑟夫城—舊新會堂（猶太教）
- 印度中央邦查塔布爾縣卡傑拉霍（英语：Khajuraho）—坎德里雅濕婆神廟（英语：Kandariya Mahadeva temple）（印度教）
- 印度旁遮普邦阿姆利則縣阿姆利則—哈曼迪爾寺（錫克教）
- 日本三重縣伊勢市宇治館町—伊勢神宮（神道教）

## 歷屆特展
| 展覽名稱                                                      | 展覽時間                     |
| ------------------------------------------------------------- | ---------------------------- |
| 技藝新北－薪傳世代新動力【李天祿布袋戲展演－戲偶服飾繡品展】  | 2017年8月1日~2017年10月8日   |
| 相信的模樣－蔣晟琉璃佛造像                                    | 2017年8月15日~2017年10月15日 |
| 愛與光－聖經繪畫故事                                          | 2017年11月16日~2018年3月4日  |
| 絕品的分身術－移動的敦煌 宗教經典再現 國寶書畫複製            | 2018年3月29日~2018年6月10日  |
| 山．靈．敬－回返祖靈智慧的人間淨土                            | 2018年6月30日~2018年10月7日  |
| 觀音緣．無盡藏 觀音緣．普世之光－百八觀音與林健成先生紀念特展 | 2018年7月28日~2018年9月30日  |
| 繡佛莊嚴－初代韓國人間國寶刺繡匠韓尚洙特展                    | 2018年9月4日~2019年3月24日   |
| 深河遠流－南傳佛教文化特展 【2018典藏特展】                   | 2018年11月9日~2019年4月21日  |
| 布施自在－廖芳英布貼聖像畫作品展                              | 2019年5月18日~2019年7月14日  |
| 供養藝術－心、器、法的對話                                    | 2019年5月18日~2019年10月13日 |
| 樂齡天團－老而彌堅的熱力                                      | 2019年8月10日~2019年10月20日 |
| 千年摩崖．刻經碑拓特展＆漢字記憶空間                          | 2019年11月9日~2020年4月12日  |
| 愛與和平－兩岸書法交流展                                      | 2019年11月9日~2020年4月12日  |
| 愛與勇氣的冒險之旅                                            | 2020年6月18日~202012月27日   |
| 遇見神佛9號－祈福漫畫特展【古往今來篇】                       | 2020年6月25日~2020年10月18日 |
| 街頭巷尾有神明2.0－宗教地景研究調查計畫成果展                 | 2020年8月1日~2020年10月18日  |
| 六十甲子籤詩畫展                                              | 2020年11月7日~2021年4月11日  |
| 威遠壇兩百週年紀念展                                          | 2020年11月7日~2021年4月11日  |
| 道教與民間文學藝術展                                          | 2020年11月7日~2021年4月11日  |
| 神隊友巴士『愛戀婚姻』線─世界愛神請帶路                       | 2021年8月14日~2022年2月20日  |
| 愛如花如種—從911到119                                         | 2021年9月11日~2022年2月20日  |
| 讓愛如大地─看見宗博‧回顧20                                    | 2021年11月6日~2022年2月20日  |
| 宗博20館慶年系列特展                                          | 2021年11月9日~2022年2月20日  |

## 歷任館長
| 任次 | 姓名   | 就任時間 | 卸任時間 |
| ---- | ------ | -------- | -------- |
| 1    | 漢寶德 | 2003年   | 2008年   |
| 2    | 江韶瑩 | 2008年   | 2013年   |
| 3    | 陳國寧 | 2015年   | 2020年   |
| 4    | 馬幼娟 | 2021年   | 現任     |

## 外部連結
- 世界宗教博物館官方網站 （页面存档备份，存于）
- 世界宗教博物館的Facebook專頁
- YouTube上的世界宗教博物館頻道